# Selling England by the Pound
| 전문가 평가                   | 전문가 평가 |
| 평가 점수                     | 평가 점수   |
| 출처                          | 점수        |
| ----------------------------- | ----------- |
| AllMusic                      | [ 2 ]       |
| Christgau's Record Guide      | B           |
| Encyclopedia of Popular Music | [ 4 ]       |
| The Great Rock Discography    | 10/10       |
| MusicHound Rock               | 4/5         |
| Q                             | [ 6 ]       |
| The Rolling Stone Album Guide | [ 7 ]       |

《Selling England by the Pound》는 1973년 10월 13일, 카리스마 레코드에서 발매된 영국의 프로그레시브 록 밴드 제네시스의 다섯 번째 스튜디오 음반이다. 영국에서는 3위, 미국에서는 70위에 올랐다. 1974년 2월에 음반의 싱글인 〈I Know What I Like (In Your Wardrobe)〉가 발매되어 영국에서 밴드의 첫 30위권 히트곡이 되었다.
이 음반은 이전 음반인 《Foxtrot》(1972년)을 지원하는 투어에 이어 1973년 8월에 녹음되었다. 이 단체는 새로운 자료를 쓰기 위해 짧은 기간을 정했는데, 이 주제는 영국의 포크 문화의 상실과 미국의 영향력 증대 등 여러 가지 주제를 다루었는데, 이 주제는 제목에 반영되었다. 이 그룹은 음반 발매에 이어 투어에 나서 팬들의 열렬한 환영을 받았다.
비록 기타리스트 스티브 해킷이 그가 가장 좋아하는 제네시스 음반이라고 말하긴 했지만 비평가들과 밴드는 이 음반에 대해 엇갈린 의견을 내놓았다. 이 음반은 계속해서 판매되었고 영국 축음기 협회와 미국 음반 산업 협회의 골드 인증에 도달했다. 1994년과 2007년에 CD로 리마스터드 되었다. 이 음반의 몇몇 곡들은 팬들로부터 호감을 얻게 되었고 1980년대에 이 밴드의 라이브 셋트리스트의 정규적인 부분으로 소개되었다.

## 배경
1973년 5월, 프런트 겸 가수 피터 가브리엘의 제네시스 라인업, 키보디스트 토니 뱅크스, 베이시스트 겸 기타리스트 마이크 러더퍼드, 기타리스트 스티브 해킷, 드러머 필 콜린스 등이 이전 음반 《Foxtrot》(1972년)을 지원하는 1972년~1973년 투어를 마쳤다. 이 투어는 이 밴드의 첫 번째 북미 투어로서 긍정적인 반응을 이끌어냈지만, 기자들은 여전히 이 밴드를 비판하며 에머슨, 레이크 & 파머, 제쓰로 툴, 핑크 플로이드와 같은 당대의 다른 프로그레시브 록 밴드들과 비교하고 있었다. 카리스마는 밴드의 희망에도 불구하고 밴드의 새로운 상업적 성공을 이용하기 위해 새로운 제네시스 소재를 발표했고, 1973년 초부터 라이브 음반 모음집을 발표했는데, 원래 그들의 첫 번째 라이브 음반 《Genesis Live》(1973년 초)로서 미국에서 《King Biscuit Flower Hour》 라디오 쇼에서 방송될 예정이었다. 이 예산의 발매는 또한 1973년 5월에 웸블리 아레나에서 제안된 공연의 취소와 《Foxtrot》과 다음 스튜디오 음반 사이의 브리징 음반의 역할을 하는 것을 보상했다. 이 음반은 영국에서 9위를 차지하면서 그들의 최고 차트 음반이 되었다.
그 그룹은 새로운 자료를 쓰기 위해 순회공연을 하느라 너무 바빴기 때문에, 길을 떠난 후에 그들은 새로운 곡을 만들기 위해 시간을 할애했다. 《Foxtrot》의 성공으로 그룹의 음반사인 카리스마 레코드는 2, 3개월 동안 새로운 스튜디오 음반을 만들 수 있게 되었으며, 러더퍼드는 이를 "죽음의 키스"라고 여겼다. 세션 초반 콜린스는 예스 기타리스트였던 피터 뱅크스와 몇 번의 공연을 위해 픽업 밴드를 결성했고, 러더퍼드는 1976년 《사운즈》와의 인터뷰에서 "필이 그룹을 떠나고 싶어할지도 모른다는 우려가 있었다"고 밝혔다. 그럼에도 불구하고 가브리엘은 이 시기를 "상대적으로 행복하고 평온한 시기"라고 회상했다.

## 발매
《Selling England by the Pound》는 1973년 10월 발매되어 영국 차트에서 3위, 미국 빌보드 200 차트 70위에 올랐다. 이 음반의 미국에서의 성공은 부다 레코드에서 애틀랜틱 레코드로 전환한 덕을 보았다. 〈I Know What I Like (In Your Wardrobe)〉는 1974년 2월 B-사이드에 〈Twilight Alehouse〉가 수록된 싱글로 발매되었다. 이 곡은 밴드의 첫 번째 싱글로 영국 차트에 진입했으며, 21위로 정점을 찍었다. 제네시스는 밴드가 거절한 영국 TV 쇼 《탑 오브 더 팝스》에서 이 곡을 공연하도록 초청받을 만큼 성공적이었다. 2013년 이 음반은 영국 축음기 협회으로부터 10만장이 팔렸다는 이유로 골드 인증을 받았다.
이 음반은 1994년 콤팩트 디스크용으로 디지털 리마스터드되었고, 2007년 다시 라이노 레코드에 의해 만들어졌다.

## 곡 목록
모든 곡들은 토니 뱅크스, 필 콜린스, 피터 가브리엘, 스티브 해킷 그리고 마이크 러더퍼드가 작사/작곡하였다.
| #  | 제목                                      | 재생 시간 |
| -- | ----------------------------------------- | --------- |
| 1. | 〈Dancing with the Moonlit Knight〉       | 8:02      |
| 2. | 〈I Know What I Like (In Your Wardrobe)〉 | 4:03      |
| 3. | 〈Firth of Fifth〉                        | 9:36      |
| 4. | 〈More Fool Me〉                          | 3:10      |

| #  | 제목                            | 재생 시간 |
| -- | ------------------------------- | --------- |
| 1. | 〈The Battle of Epping Forest〉 | 11:43     |
| 2. | 〈After the Ordeal〉 (기악)     | 4:07      |
| 3. | 〈The Cinema Show〉             | 11:10     |
| 4. | 〈Aisle of Plenty〉             | 1:30      |

## 인증
| 국가                                                                                         | 인증     | 판매량/출하량 |
| -------------------------------------------------------------------------------------------- | -------- | ------------- |
| 캐나다 (뮤직 캐나다)                                                                         | 플래티넘 | 100,000^      |
| 프랑스 (SNEP)                                                                                | 골드     | 100,000*      |
| 이탈리아 (FIMI)                                                                              | 골드     | 25,000        |
| 영국 (BPI)                                                                                   | 골드     | 100,000^      |
| 미국 (RIAA)                                                                                  | 골드     | 500,000^      |
| *판매량을 기반으로 한 인증 · ^출하량을 기반으로 한 인증 · 판매량+스트리밍을 기반으로 한 인증 |          |               |